# مدل فیزیکی

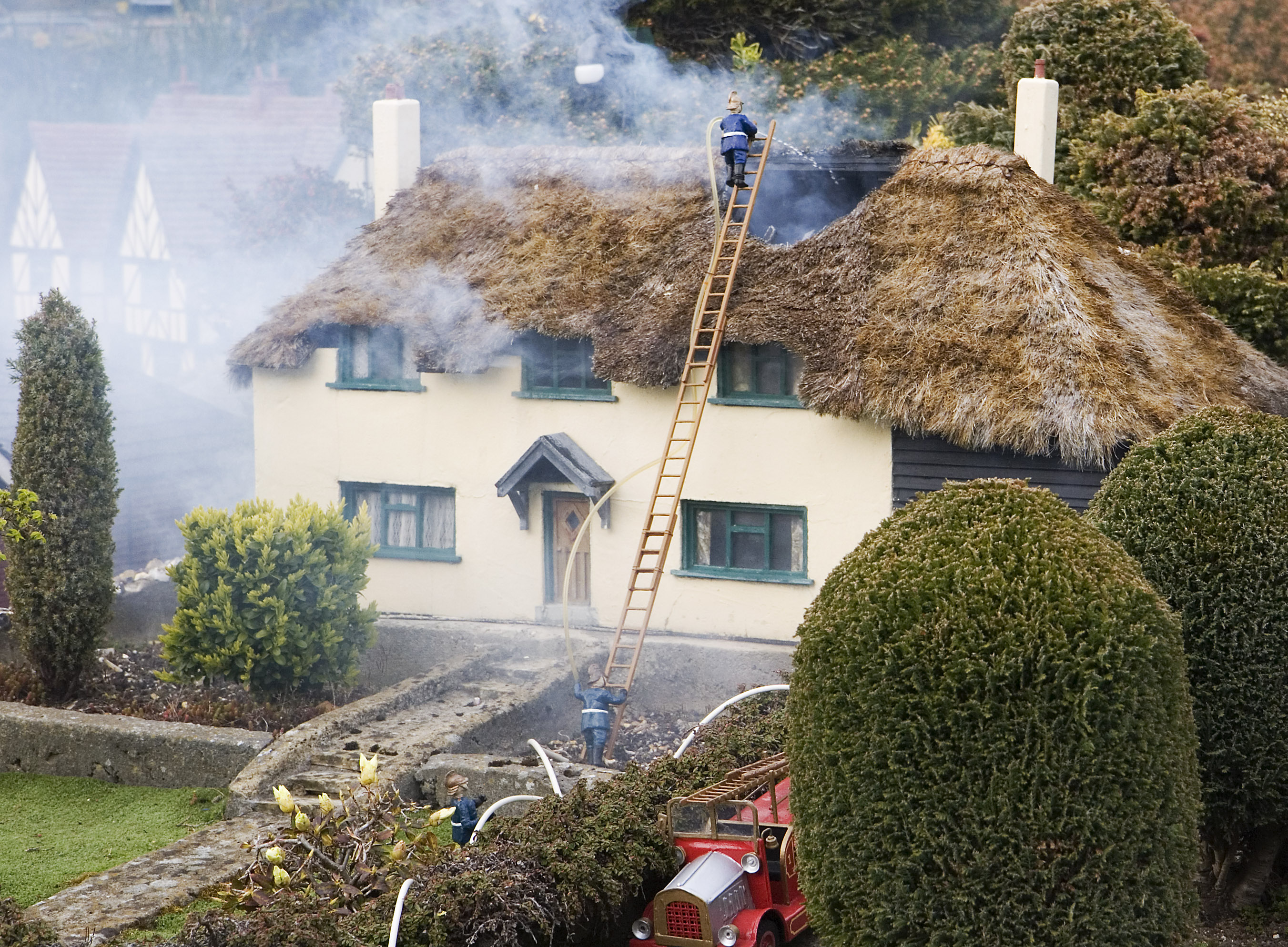

مدل فیزیکی عبارت است از نمونه‌ای از یک شی یا دستگاه که می‌تواند در مقیاس کوچکتر یا بزرگتر از شیء یا دستگاه ساخته شود.

## مدل‌های فیزیکی
- هواپیمای مدل
- راکت مدل